# Epischoenus cernuus
Epischoenus cernuus là loài thực vật có hoa trong họ Cói. Loài này được Levyns mô tả khoa học đầu tiên năm 1958.